# Padres de la Constitución
Os Padres de la Constitución (em português: Pais da Constituição) foram os sete principais encarregados de escrever a Constituição espanhola de 1978, atualmente em vigor na Espanha. Três deles pertenciam à UCD (Gabriel Cisneros, Miguel Herrero y Rodríguez de Miñón e José Pedro Pérez Llorca). A Aliança Popular participou representada por Manuel Fraga Iribarne, enquanto o PSOE enviou Gregorio Peces-Barba, e do Partido Comunista de Espanha, Jordi Solé Tura. Finalmente, Miguel Roca Junyent, pertencente a Convergència i Unió, representando os nacionalistas catalães.